# تغيير محتوى الأنمي قبل توزيعه
إن عملية تغيير محتوى الأنمي قبل توزيعه هي التغييرات التي تطرأ على الأنمي (خاصة المُدبلج) قبل توزيعه. هناك عدة أشكال وأسباب لهذا التحريف مثل مشاهد العنف الشديد والمشاهد المتعلقة بالأديان.

## تاريخ
كانت عمليات التغيير تطرأ منذ بداية ظهور الدبلجة في العالم العربي، على سبيل المثال؛ أنمي سنان المُدبلج عام 1984 قد تغيَّر اسمه الياباني ドン・チャック物語 ("حكاية دون چَك) إلى هذا الاسم، كما تم تغيير أسماء جميع الشخصيات إلى أسماء عربية كـرحمون ونعمان وغيرها.
بعض أسماء الأنميات القديمة مع أسمائها اليابانية الأصلية:
- الزهرة الجميلة سوسن: 花の子ルンルン ("الطفلة الزهرة رنرن"؟)
- ماجد اللعبة الخشبية: ピコリーノの冒険 ("مغامرات پينوكيو"؟)
- ليدي أوسكار: ベルサイユのばら ("وردة فرساي"؟)
- أخي العزيز: おにいさまへ ("إلى [الذي أكُنُّ له احترامًا كبيرًا] أخي الأكبر"؟)

حاليًا، قل التغيير بنسبة كبيرة لأسباب مثل ظهور الإنترنت. على سبيل المثال، في أنمي كابتن ماجد كان الفريق الذي يلعب به ماجد هو الفريق العربي وتم طمس أي ذكر لليابان، ولكن في الجزء السابع من المحقق كونان المُدبلج عام 2011، ذكرت ران أنها يابانية عند سؤال أكاي عن كونها يابانية، كما أن الأجزاء السابقة كانت تحول كلام القاتل دائمًا إلى ندم وحسرة، بينما بداية من الجزء السابع صار كلام القاتل مُطابقًا لكلامه في النسخة الأصلية، سواء أكان ندمًا أو تكبُّرًا.

## أمثلة

### الرقابة والتلوين
يتم قطع، إزالة وتلوين الكثير من محتويات الأنمي. على سبيل المثال في أنمي أبطال الديجيتال الجزء الثالث، تمت إزالة العلامة الموجودة على جبهة كالومون (سمور) التي تشبه نجمة داوود. كذلك في أنمي يوغي أوه، تم تلوين الشكل السداسي الظاهر في النسخة الإنگليزية المُدبلجة من قِبَل فور كدز، وفي النسخة العربية المأخوذة مباشرة من هذه النسخة.

سمور (كالومون) في النسخة العربية (يمين)، وفي النسخة الأصلية (يسار)
النسخة اليابانية من أنمي يوغي أوه (يمين)، والنسخة الإنگليزية والعربية المأخوذة من الإنگليزية (يسار)
إخفاء علامة الصليب من مركز الزهرة في أنمي البؤساء